# Râul Aușel
Râul Aușel este un curs de apă, afluent al râului Taia. 